# سونگ لیگانگ
سونگ لیگانگ (انگلیسی: Song Ligang؛ زادهٔ ۸ ژوئن ۱۹۶۷) بازیکن بسکتبال اهل چین بود. وی در بازی‌های المپیک تابستانی ۱۹۸۸ و ۱۹۹۲ شرکت کرده‌است.